# Чаривненский сельский совет (Великоалександровский район)
Чаривненский сельский совет (укр. Чарівненська сільська рада) — входит в состав
Великоалександровского района
Херсонской области
Украины.
Административный центр сельского совета находится в 
с. Чаривное
.

## История
- 1865 — дата образования.

## Населённые пункты совета
- с. Чаривное
- с. Дмитренко
- с. Костомарово
- с. Красносельское